# Forchach
Forchach ist eine Gemeinde mit 252 Einwohnern (Stand 1. Jänner 2024) im Bezirk Reutte in Tirol (Österreich). Die Gemeinde liegt im Gerichtsbezirk Reutte im Lechtal.

## Geographie
Das Gemeindegebiet reicht vom Lech, (der sein Flussbett verändert, die Gemeindegrenze stimmt nicht mit dem Flusslauf überein) bis zur 2227 m hohen Schwarzhanskarspitze in den Lechtaler Alpen.
Die Gemeinde hat eine Fläche von 14,26 Quadratkilometer. Davon sind 9 Prozent landwirtschaftliche Nutzfläche, 5 Prozent Gewässer, 4 Prozent Almen und 62 Prozent Wald.
Der Ort besteht aus nur einem Ortsteil. Die Lechtalstraße umfährt diesen.

### Nachbargemeinden
| Weißenbach am Lech |                                             |        |
|                    | Kompassrose, die auf Nachbargemeinden zeigt | Reutte |
|                    | Stanzach                                    |        |

## Geschichte

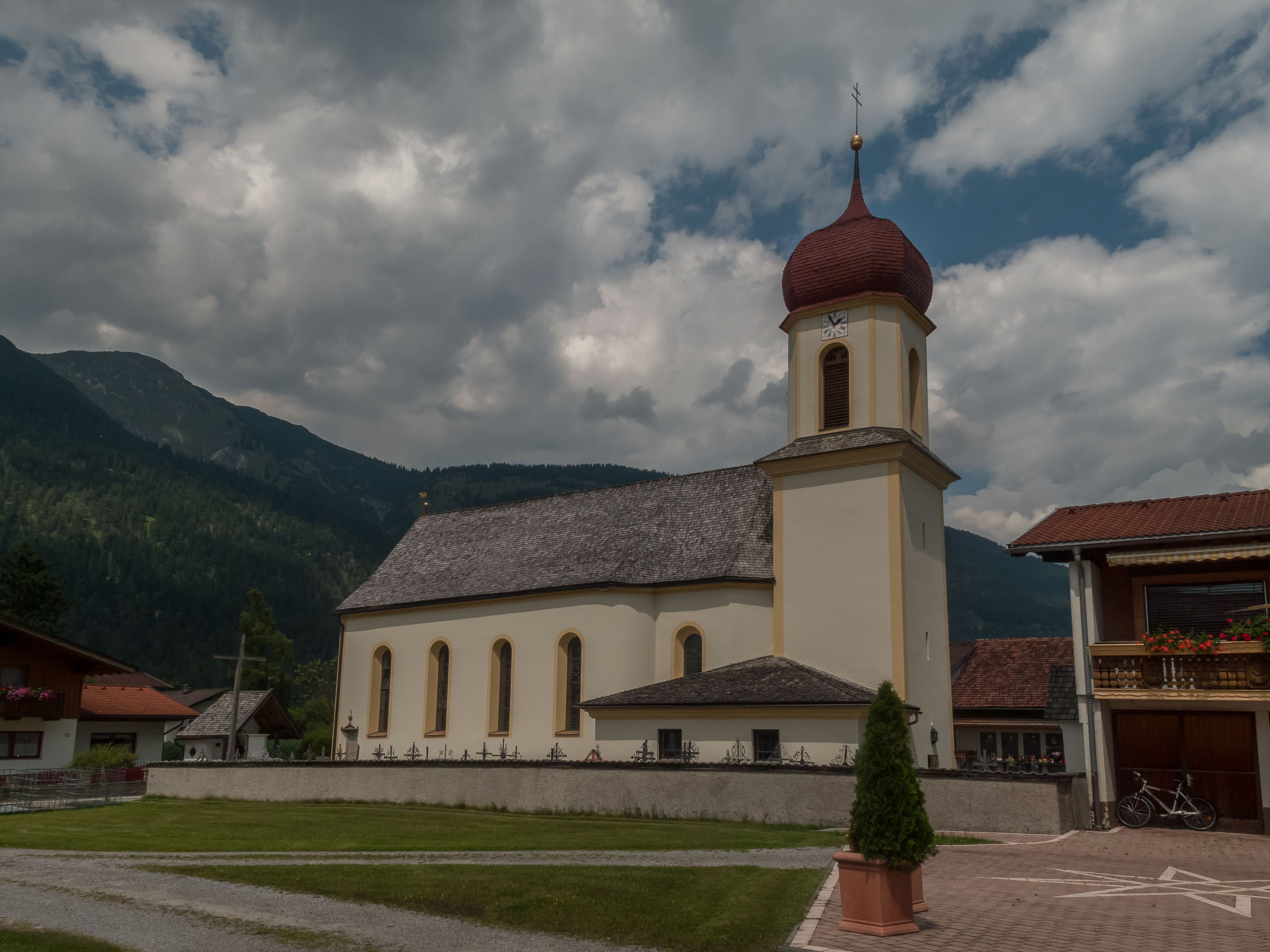
Forchach, katholische Filialkirche Expositurkirche heilige Sebastian

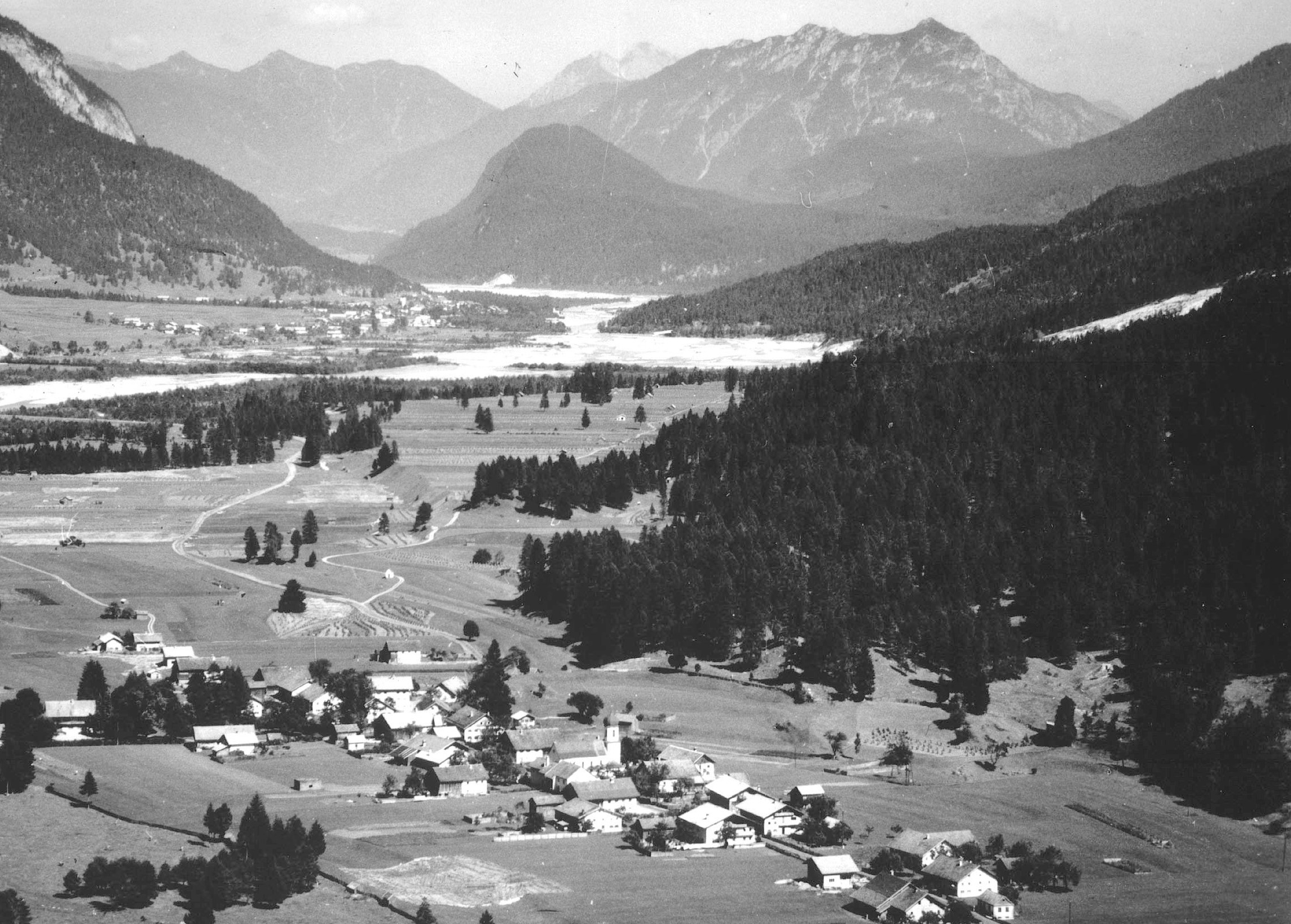
Forchach 1960

Forchach wurde 1200 erstmals urkundlich als "Vorhach" (Föhrenwald) erwähnt. Bis zum Jahre 1294 besaß der schwäbische Ritter Konrad von Witzner das Land um Forchach. Im gleichen Jahr wurde es von ihm an das Füssner Stift verkauft. Nachdem ab 1326 das Land den Herren von Starkenberg gehört hatte, wurde Forchach eine Untergemeinde des Gerichtes Reutte.
Bereits im Jahr 1635 wurde eine Pestkapelle erbaut. Diese wurde 1742 zur barocken Kirche erweitert.

### Bevölkerungsentwicklung

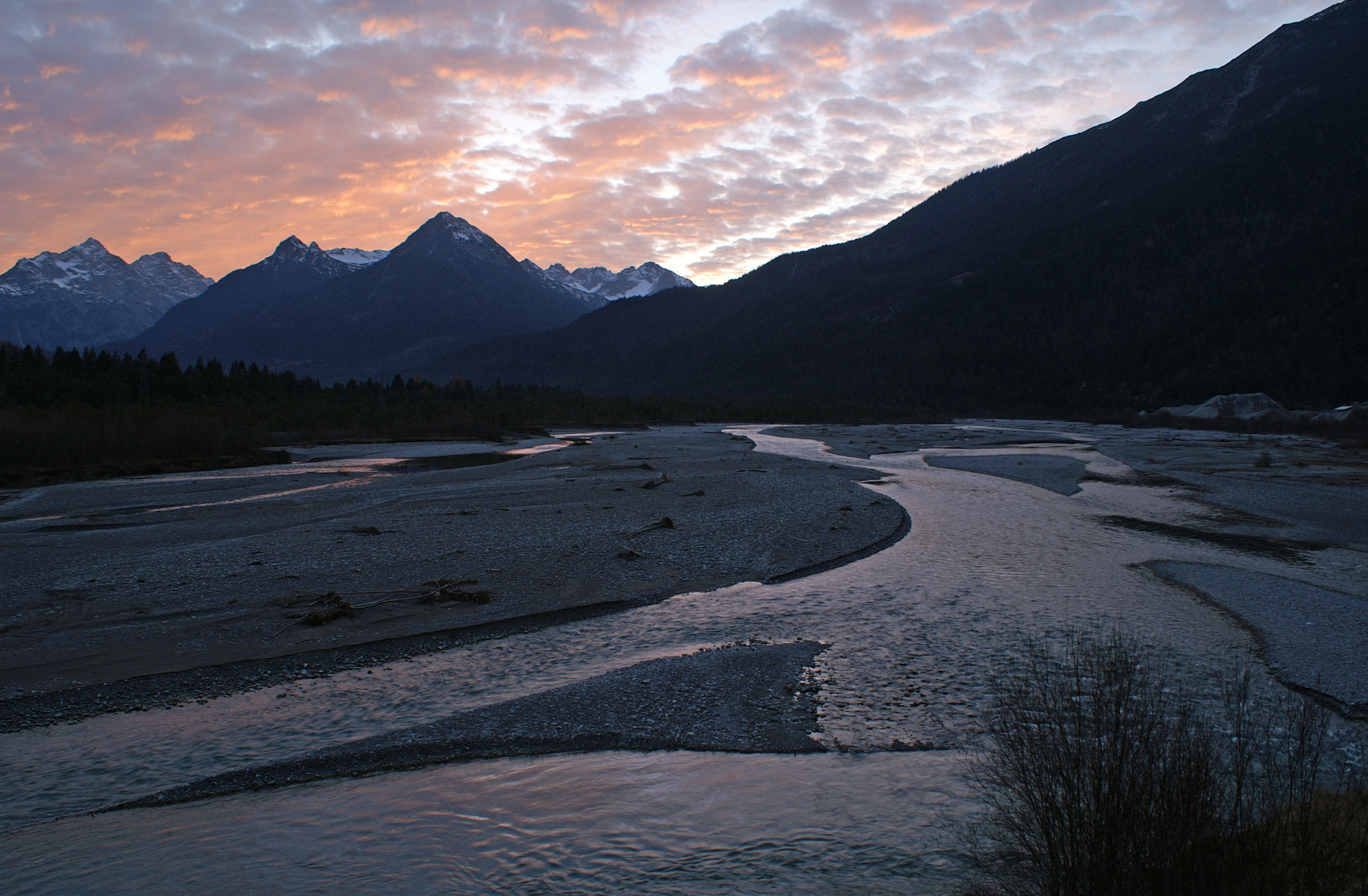
Der Lech bei Forchach

| Forchach: Einwohnerzahlen von 1869 bis 2024         | Forchach: Einwohnerzahlen von 1869 bis 2024 | Forchach: Einwohnerzahlen von 1869 bis 2024 | Forchach: Einwohnerzahlen von 1869 bis 2024 | Forchach: Einwohnerzahlen von 1869 bis 2024 |
| --------------------------------------------------- | ------------------------------------------- | ------------------------------------------- | ------------------------------------------- | ------------------------------------------- |
| Jahr                                                |                                             |                                             |                                             | Einwohner                                   |
| 1869                                                | 1869                                        |                                             | 154                                         | 154                                         |
| 1880                                                | 1880                                        |                                             | 129                                         | 129                                         |
| 1890                                                | 1890                                        |                                             | 150                                         | 150                                         |
| 1900                                                | 1900                                        |                                             | 156                                         | 156                                         |
| 1910                                                | 1910                                        |                                             | 156                                         | 156                                         |
| 1923                                                | 1923                                        |                                             | 146                                         | 146                                         |
| 1934                                                | 1934                                        |                                             | 130                                         | 130                                         |
| 1939                                                | 1939                                        |                                             | 137                                         | 137                                         |
| 1951                                                | 1951                                        |                                             | 145                                         | 145                                         |
| 1961                                                | 1961                                        |                                             | 163                                         | 163                                         |
| 1971                                                | 1971                                        |                                             | 205                                         | 205                                         |
| 1981                                                | 1981                                        |                                             | 246                                         | 246                                         |
| 1991                                                | 1991                                        |                                             | 272                                         | 272                                         |
| 2001                                                | 2001                                        |                                             | 287                                         | 287                                         |
| 2011                                                | 2011                                        |                                             | 280                                         | 280                                         |
| 2021                                                | 2021                                        |                                             | 257                                         | 257                                         |
| 2024                                                | 2024                                        |                                             | 252                                         | 252                                         |
| Quelle(n): Statistik Austria, Gebietsstand 1.1.2021 |                                             |                                             |                                             |                                             |

## Kultur und Sehenswürdigkeiten
Neben der Expositurkirche Hl. Sebastian ist auch eine Hängebrücke im Gemeindegebiet zu finden.
Die ursprüngliche Hängebrücke wurde 1906 in Holzbauweise erbaut und war 75 Meter lang. Nach Neubau als längere Stahlkonstruktion auf Betonpfeilern ist von der alten Brücke nur noch ein Brückenwiderlager erhalten.

## Wirtschaft und Infrastruktur
Die Gemeinde lebt von einer kleinen Industrieansiedlung und etwas Landwirtschaft. Ein Zweigwerk der Urban Maschinenbau, Memmingen liegt in Forchach.
Von den rund 100 Arbeitsplätzen des Jahres 2011 entfielen sechs auf die Landwirtschaft, mehr als achtzig Prozent auf den Produktionssektor und zehn Prozent auf Dienstleistungen. Im gleichen Jahr wohnten 130 Erwerbstätige in der Gemeinde. Ein Viertel arbeitete in der Gemeinde, drei Viertel pendelten aus. Fast siebzig Personen aus der Umgebung pendelten zur Arbeit nach Forchach.

## Politik

### Gemeinderat
Bei der Gemeinderatswahl werden 11 Mandate vergeben:
| Partei                  | 2004  | 2004    | 2010  | 2010    | 2016 | 2016    | 2022 | 2022    |
| Partei                  | %     | Mandate | %     | Mandate | %    | Mandate | %    | Mandate |
| ----------------------- | ----- | ------- | ----- | ------- | ---- | ------- | ---- | ------- |
| Mit uns für Forchach    | 57,42 | 6       | 43,01 |         |      |         |      |         |
| Gemeindebürger Forchach | 42,58 | 5       |       |         |      |         |      |         |
| Dorfliste               |       |         | 56,99 |         | 100  | 11      | 100  | 11      |

### Bürgermeister
Bürgermeister von Forchach ist Karl Heinz Weirather.

### Gemeindewappen
Das Gemeindewappen verbildlicht mit dem silbernen Föhrenzweig die Namensherkunft der Gemeinde.

## Persönlichkeiten

### Ehrenbürger der Gemeinde
- Carl Schwenk (1852–1942), Kaufmann und Unternehmer

### Söhne und Töchter der Gemeinde
- Jakob Singer (1718–1788), Baumeister